# Gâvres
Gâvres (bretonska: Gavr) är en kommun i departementet Morbihan i regionen Bretagne i nordvästra Frankrike. Kommunen ligger i kantonen Port-Louis som tillhör arrondissementet Lorient. År 2022 hade Gâvres 685 invånare.

## Befolkningsutveckling
Antalet invånare i kommunen Gâvres
| Referens: INSEE |